# Eupithecia signiferata
Eupithecia signiferata är en fjärilsart som beskrevs av Naufock 1915. Eupithecia signiferata ingår i släktet Eupithecia och familjen mätare. Inga underarter finns listade i Catalogue of Life.